# Гай (Молодечненський район)
Гай (біл. вёска Гай) — село в складі Молодечненського району Мінської області, Білорусь. Село підпорядковане Хожівській сільській раді, розташоване в західній частині області.